# 567329 Zinaida
567329 Zinaida è un asteroide troiano di Giove del campo greco. Scoperto nel 2009, presenta un'orbita caratterizzata da un semiasse maggiore pari a 5,153756 UA e da un'eccentricità di 0,132332, inclinata di 19,564087° rispetto all'eclittica.
È dedicato alla ginnasta sovietica Zinaida Voronina.